# Ernst Schmitz (peintre)
Ernst Schmitz (né le 27 février 1859 à Düsseldorf, mort le 21 février 1917 à Munich) est un peintre allemand.

## Biographie

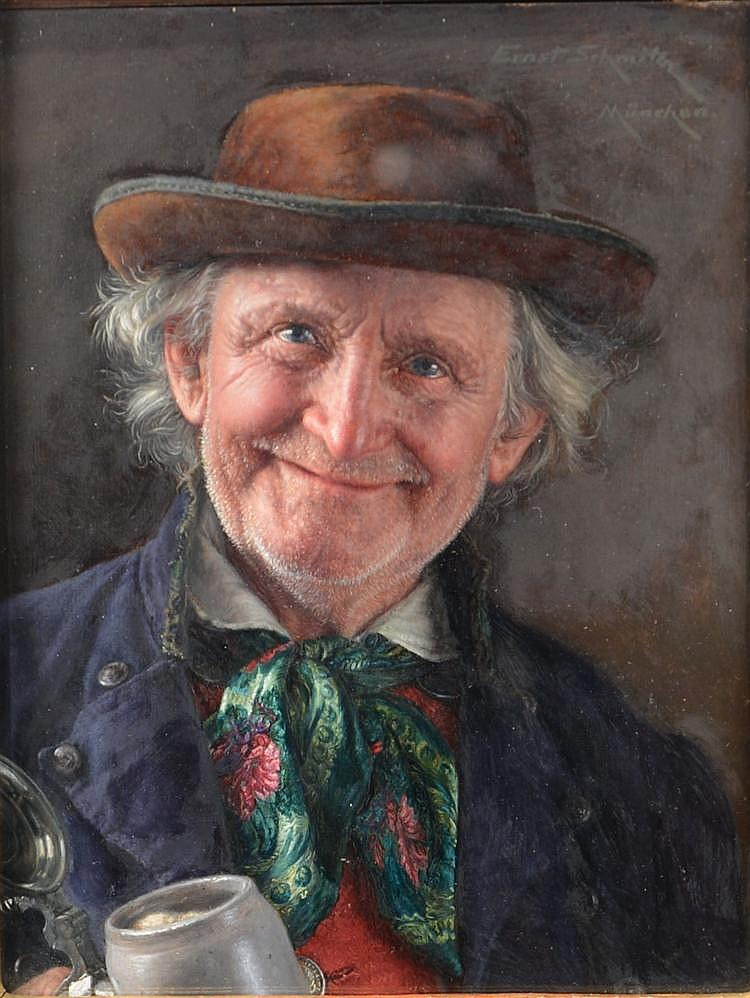
Joyeux buveur de bière

Ernst Schmitz étudie à l'Académie royale des arts de Prusse à Düsseldorf de 1874 à 1876, puis devient l'élève de Friedrich von Keller à Stuttgart. Il travaille ensuite à Karlsruhe, Fribourg-en-Brisgau, Stuttgart et, à partir de 1884, à Munich.
Il participe aux expositions internationales de la Sécession de Munich en 1897 et 1902.